# Hylocomiaceae
Hylocomiaceae er en familie af mosser. Fire af de 15 slægter findes i Danmark.
Medlemmerne af denne familie er bl.a. karakteriseret ved en kort, dobbelt bladribbe og en glat seta.

## Danske slægter
- Ctenidium
- Hylocomium
- Pleurozium
- Rhytidiadelphus

## Øvrige slægter
- Hylocomiastrum
- Leptocladiella
- Leptohymenium
- Loeskeobryum

- Macrothamnium
- Meteoriella
- Neodolichomitra
- Orontobryum

- Puiggariopsis
- Rhytidiopsis
- Schofieldiella